# Наша ријеч
Наша ријеч је седмични лист који се објављује у Босни и Херцеговини. Дистрибуира се примарно у Зеници (ФБиХ), гдје се и налази његово сједиште. Прво издање је било 1956. године; до данас их је укупно било више од 4.000, а лист није престао да излази ни током Рата у БиХ.
Цијена новина за вријеме СР БиХ била је 25 динара; тренутна је 1 КМ и излазе уторком.
Пратеће публикације листа су ЗЕ-ДО еко и ЗЕ-ДО спорт. НИПД „Наша ријеч” такође је и издавач књига.